# 亞爾奇夫齊
49°39′30″N 25°12′59″E / 49.65833°N 25.21639°E
亞爾奇夫齊（烏克蘭語：Ярчівці），是烏克蘭的村落，位於該國西部捷爾諾波爾州，由捷尔诺波尔区負責管轄，始建於1785年，面積1.15平方公里，2001年人口394，人口密度每平方公里343.2人。